# ライル・フォスター
ライル・ブレント・フォスター（Lyle Brent Foster、2000年9月3日 - ）は、南アフリカ共和国のサッカー選手。バーンリーFC所属。南アフリカ共和国代表。ポジションはFW。

## クラブ歴
オーランド・パイレーツFCの下部組織出身で2017-18シーズンにトップチームに昇格。2017年にはガーディアン紙の世界の有望若手選手ベスト60の一人にノミネートされた。
2019年1月にASモナコに2023年6月までの契約で完全移籍。当初はBチームの扱いであったが、同年8月9日にはリーグ・アンで初出場を記録した。同月30日にファームチームのサークル・ブルッヘに1シーズンの期限付き移籍。
2020年8月13日、ヴィトーリアSCに移籍した。
2021年、KVCウェステルローに期限付き移籍。2022年夏に4年契約を結び、完全移籍。
2023年1月、バーンリーFCに完全移籍し、4年半契約を結んだ。

## 代表歴
U-20代表として2019 FIFA U-20ワールドカップに出場、PKで1得点をあげたが、グループステージ最下位に終わった。
2018年6月3日に行われたCOSAFAキャッスルカップ決勝ラウンド・マダガスカル代表戦でA代表初出場を記録、PK戦でPKも決めたものの、敗北した。

## 家族
いとこのルーサー・シンも南アフリカ共和国代表のサッカー選手。

## タイトル

### クラブ
ウェステルロー
- ベルギー・ファースト・ディビジョンB：2021-22

### 代表
U-20南アフリカ代表
- COSAFAU-20チャレンジカップ：2017